# Stäm in med dem som prisar Gud
Stäm in med dem som prisar Gud är en lovpsalm med text skriven 1824 av James Montgomery och musik skriven 1842 av Thomas Hastings. Texten översattes till svenska 1893 av Erik Nyström och bearbetades 1985 av Gunnar Melkstam.

## Publicerad i
- Psalmer och Sånger 1987 som nr 342 under rubriken "Lovsång och tillbedjan".[1]